# Piotr Balcerzak
Piotr Balcerzak (ur. 25 czerwca 1975 w Warszawie) – polski lekkoatleta, sprinter.

## Osiągnięcia
Zawodnik stołecznej Skry. Olimpijczyk z Sydney (2000), zajął 8. miejsce w sztafecie 4 x 100 m (38,96 s.). 3-krotny mistrz Polski na 100 m i w sztafecie. Członek reprezentacyjnej sztafety na kilku kolejnych mistrzostwach świata; najlepsze, 5. miejsca zajęła sztafeta w Sewilli (1999) z czasem 38,70 s. i w Paryżu (2003) z wynikiem 38,96 s. Podczas mistrzostw Europy w Budapeszcie (1998), zdobył w sztafecie brązowy medal, uzyskując w finale 38,98 s. Cztery lata później na mistrzostwach Europy w Monachium (2002) był członkiem sztafety 4 x 100 m, która ponownie zdobyła srebrny medal – 38,71 s., ale Balcerzak startował tylko w eliminacjach. W 1997 w Turku podczas młodzieżowych mistrzostw Europy Polacy z Balcerzakiem zdobyli tytuł wicemistrzowski (39,27 s.). W superlidze PE zajął 3. miejsca na 100 m (1999 – 10,35 s.) i 4 x 100 m (2001 – 39,00 s.), w I lidze PE – 1. miejsce w sztafecie (2000 – 39,50 s.). Był także dwukrotnym medalistą Europejskich Igrzysk Młodzieży Szkolnej w 1992 (100 m – 2. miejsce: 10,75 s.; 200 m – 3. miejsce: 21.66 s.). Żonaty ze sprinterką Joanną Niełacną.

## Rekordy życiowe

### na stadionie
- Bieg na 100 m – 10,15 s. (3. wynik w historii polskiego sprintu)[1] - 2 lipca 1999, Kraków
- Bieg na 200 m – 20,72 s. (15. wynik w historii polskiego sprintu)[1] - 1 sierpnia 1999, Patras

### w hali
- Bieg na 60 m – 6,62 s. – 12 lutego 2000 - Spała
- Bieg na 200 m – 21,47 s. – 13 lutego 2000 - Spała